# Alfonso II d'Este
Alfonso II d’Este (Ferrara, 22 november 1533 – aldaar, 27 oktober 1597) was hertog van Modena en Ferrara en Reggio van 1559 tot zijn dood in 1597. Hij was lid van de beroemde Este-familie.

## Leven
Hij was de oudste zoon van Ercole II d'Este en van prinses Renate van Frankrijk, een dochter van koning Lodewijk XII van Frankrijk en van koningin Anna van Bretagne.
Toen Alfonso nog een jonge man was, vocht hij in het leger van koning Hendrik II van Frankrijk tegen de Habsburgers. Kort na zijn bestijging van de hertogelijke troon, werd hij door paus Pius IV gedwongen om zijn moeder terug te sturen naar Frankrijk, vanwege banden die zij had met protestanten zoals Johannes Calvijn.
In 1583 sloot Alfonso een alliantie met keizer Maximiliaan II van het Heilige Roomse Rijk die op dat moment in oorlog was met de Turken in Hongarije.

## Huwelijken
Alfonso was drie keer gehuwd:
- Op 3 juli 1558 trouwde hij met Lucrezia de' Medici, dochter van Cosimo I de' Medici, groothertog van Toscane, en Eleonora van Toledo. Drie jaar later stierf Lucrezia, waarschijnlijk door vergiftiging. Hieraan wordt gerefereerd in het gedicht My Last Duchess van de Engels dichter Robert Browning.
- Op 5 december 1565 trouwde Alfonso met Barbara van Oostenrijk, de achtste dochter van keizer Ferdinand I en Anna van Bohemen.
- Op 24 februari 1579 trouwde hij met Margherita Gonzaga d'Este, oudste dochter van hertog Guglielmo I Gonzaga en hertogin Eleonora van Oostenrijk.

Ondanks dat hij drie keer trouwde bleef hij kinderloos.

## Hertog
De officiële lijn van de Este familie stierf met hem in 1597. Keizer Rudolf II stelde Alfonso’s neef, Cesare d'Este, voor als erfgenaam voor de hertogelijke troon. Cesare was lid van een andere tak van d’Este familie, die na de dood van Alfonso de familienaam Este doorzette. De opvolging werd nochtans enkel door de keizer erkend maar niet door de pausen. In 1598 werd Ferrara daarom in de Pauselijke Staten door paus Clemens VIII geannexeerd, op terreinen van twijfelachtige wettigheid.
Alfonso II verhoogde de glorie van Ferrara naar haar hoogste punt, en hij was de weldoener van Torquato Tasso, Giovanni Battista Guarini en Cesare Cremonini, begunstigde de kunsten en wetenschappen, volgens de traditie van de prinsen van zijn huis. Zijn uitgaven schaadden evenwel het hertogdom. 
Hij werd na zijn dood opgevolgd door zijn neef Cesare.